# متحف تريتون للفنون
متحف تريتون للفنون هو متحف للفن المعاصر يقع في شارع واربورتون في سانتا كلارا، كاليفورنيا.

## التاريخ
تأسَّس المتحف في عام 1965 في سان خوسيه، كاليفورنيا، من قبل المزارع والمحامي وراعي الفن دبليو روبرت مورجان وزوجته جون. يُعتبَر هذا المتحف أقدمَ متحفٍ غير جامعي في مقاطعة سانتا كلارا. بعد أقل من عامين من افتتاحه، انتقل متحف تريتون إلى موقعه الحالي في سانتا كلارا، كاليفورنيا. أُقيمت المعارض والبرامج في أربعة أجنحة محاطة بحديقة مساحتها سبعة أفدنة. نظرًا للنمو الاقتصادي والسكاني الهائل في وادي سانتا كلارا خلال السبعينيات، بُنيت منشأة جديدة لخدمة الاحتياجات المتغيّرة للمجتمع. تمَّ الانتهاء من بناء المنشأة الحالية في تشرين الأول/أكتوبر 1987 على مساحة 22000 قدم مربع وتتميّز بأسقف عالية ومناور هرمية وإضاءة مثيرة. أُنشِئ التصميم الواسع للمبنى لتقديم عرض فني متعدد الاستخدامات، فضلاً عن تجربة ممتعة من الناحية الجمالية لزوار المتحف.

## الأعمال الفنيّة
يقعُ متحف تريتون للفنون في أحدِ شوارع مركز سانتا كلارا سيفيك، ويجمع ويعرض الأعمال المعاصرة والتاريخية مع التركيز على الفنانين في منطقة الخليج الكبرى. يحضر أكثر من 50000 شخص المتحف في الموقع سنويًا، من خلال المعارض والبرامج التعليمية والمجتمعية، ويشاهد أكثر من 90.000 شخص معرض الأقمار الصناعية بالمتحف والمعارض سنويًا. إنَّ متحف تريتون هو موطن للمجموعات الدائمة المشهود لها بما في ذلك مجموعة أوستن دي واربورتون للفنون والتحف الأمريكية الأصلية وأكبر المقتنيات العامَّة للوحات ثيودور ووريس. يُعتبَر هذا المتحف منظمة غير ربحية مدعومة بمساهماتٍ من أعضائه والمجتمع الأوسع عمومًا.